# Micaria gulliae
Micaria gulliae är en spindelart som beskrevs av Tatiana Konstantinovna Tuneva och Sergei L. Esyunin 2003. Micaria gulliae ingår i släktet Micaria och familjen plattbuksspindlar. Inga underarter finns listade i Catalogue of Life.